# Шолохово (Чагодощенский район)
Шолохово — деревня в Чагодощенском районе Вологодской области. Входит в состав Избоищского сельского поселения, с точки зрения административно-территориального деления — в Избоищский сельсовет.

## География
Расстояние по автодороге до районного центра Чагоды — 25,1 км, до центра муниципального образования деревни Избоищи — 1,1 км. Ближайшие населённые пункты — Избоищи, Клыпино, Семово, Трухино.

## Население
| 2002 | 2010 |
| ---- | ---- |
| 4    | ↘3   |

## Известные уроженцы
В деревне родилась и окончила начальную школу Михкалёва Е. Ф (1922—2001) — Герой Социалистического Труда (1960), работница Сегежского ЦБК.